# 颜高

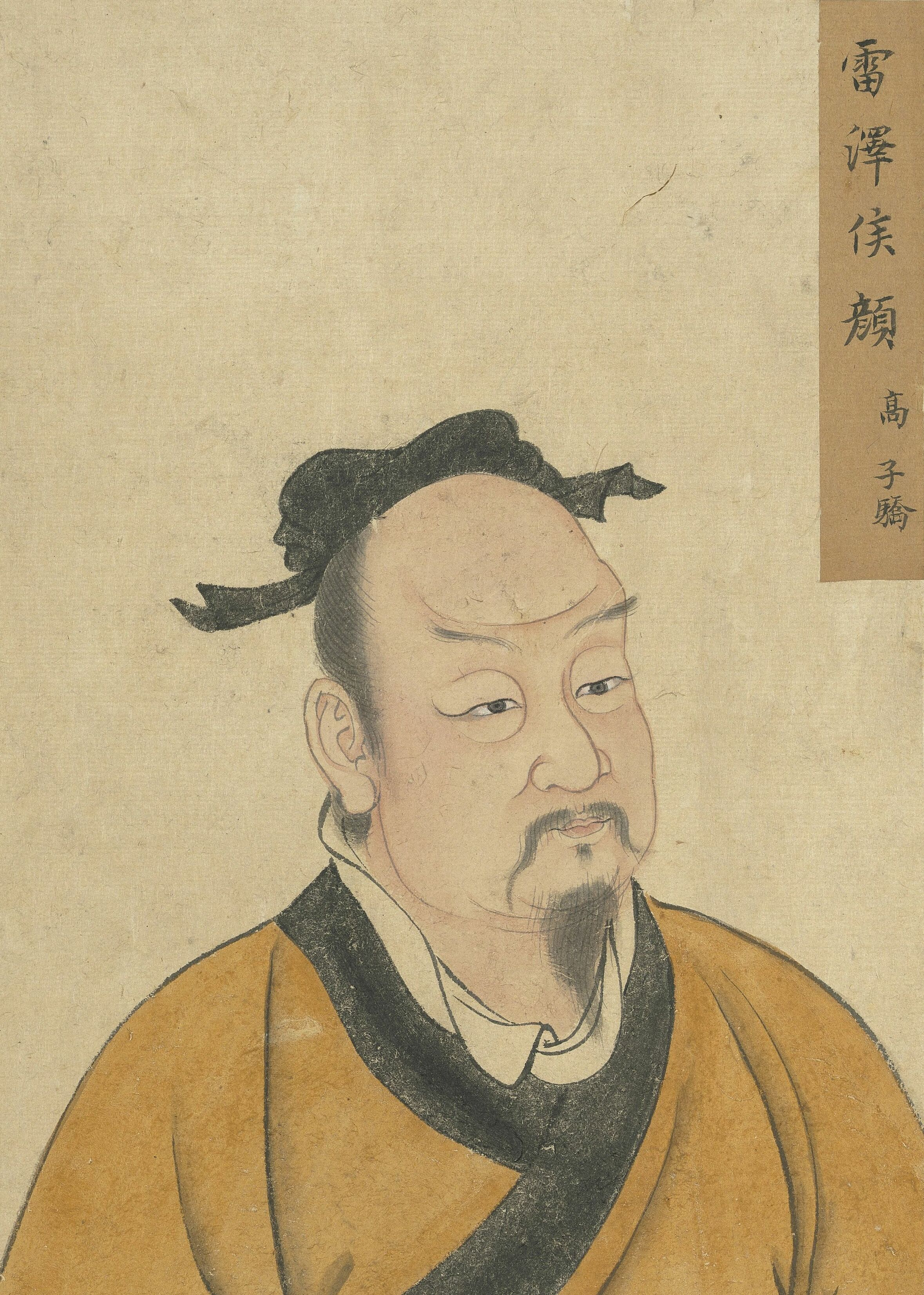
顏高

颜高（？—？），《孔子家语》作颜刻，又作颜产、颜亥，字子骄。春秋时期鲁国陶（今山东省菏泽市定陶区冉堌镇）人。孔子弟子。

## 生平
鲁定公八年（前502年）正月，鲁定公发兵攻打齐国，攻打阳州城门。士兵们排成行坐着，说：“颜高的硬弓有一百八十斤！”大家都传看。阳州人出战，颜高把抢过来别人的软弓准备射箭，籍丘子鉏攻打颜高，颜高和另一人都被击倒在地。颜高倒地後，向子鉏射了一箭，射中他的脸颊，把子鉏射死了。鲁定公十四年（前496年），孔子要到陈国，经过匡地，颜刻替他赶车，用马鞭子指着：“从前我进入过这个城，就是从那缺口进去”。孔子的模样很像阳虎，匡人听说，误以为是鲁国的阳虎来了，阳虎曾残害匡人，于是围困了孔子了五天。《孔子家语》说颜高少孔子五十岁，当生于公元前501年，与颜高事迹不合。

## 歷代追封
- 漢明帝永平十五年（72年）從祀孔廟。
- 唐玄宗開元二十七年（739年）封琅琊伯。
- 宋真宗大中祥符二年（1009年）封雷泽侯。
- 明世宗嘉靖九年（1530年）封先賢颜子。